# Guatteria lehmannii
Guatteria lehmannii este o specie de plante angiosperme din genul Guatteria, familia Annonaceae, descrisă de Robert Elias Fries. Conform Catalogue of Life specia Guatteria lehmannii nu are subspecii cunoscute.